# 大阪医科大学の人物一覧
大阪医科大学の人物一覧（おおさかいかだいがくのじんぶついちらん）は、大阪医科大学（現・大阪医科薬科大学）に関係する人物の一覧記事。

## 教職員
- 大槻勝紀 - 学長、解剖学教授。
- 島原政司 - 名誉教授、元口腔外科学教室教授。
- 藤本守 - 元学長、名誉教授。

## 出身者

### 政界
- 中山太郎 - 衆議院議員、元外務大臣。彼の提唱により、平成12年に国際学術交流を目的として、中山国際医学医療交流センターが学内に発足した。
- 清水鴻一郎 - 1973年 卒、元衆議院議員(維新の党)
- 生田邦夫 - 滋賀県湖南市 市長

### 医師・医学者
- 須磨久善 - 1974年（昭和49年）卒、 心臓外科医、財団法人心臓血管研究所付属病院 スーパーバイザー
- 高崎智彦 - 1982年（昭和57年）卒、 元神奈川県衛生研究所 所長、元厚生労働省 国立感染症研究所 室長
- 西野精治 - 1982年（昭和57年）卒、 米国スタンフォード大学医学部精神科教授、スタンフォード睡眠・生体リズム研究所所長　著作「スタンフォード式 最高の睡眠」等
- 奥田準二 - 1984年（昭和59年）卒、 消化器外科医、大阪医科大学 一般・消化器外科学 准教授、腹腔鏡下大腸手術を専門とする

### その他
- 藤立啓一 - 日本ボクシングコミッション（JBC）・コミッションドクター
- 岸本修 - 革労協活動家